# Campaña balcánica de 1529
La campaña de los Balcanes de 1529 fue una campaña militar otomana lanzada por Solimán el Magnífico para tomar la capital austriaca de Viena y con ello dar un golpe decisivo, que le permitiera consolidar su dominio sobre Hungría. Esto fue en respuesta al asalto audaz de Fernando I a la Hungría otomana.

## Marcha
La marcha de Solimán a Viena fue también un intento de ayudar a su vasallo, Juan Zapolya quien reclamó el trono de Hungría. Suleiman envió a su ejército de 120.000 hombres en el que destacaba los temidos Jenízaros, hacia el norte el 10 de mayo de 1529. Esta campaña se caracterizó por un rápido éxito el 8 de septiembre cuando Buda se rindió a los otomanos y Juan Zapolya fue instalado como rey de Hungría. Suleiman luego tomo Gran, Tata, Komárom y Raab por lo que gran parte de las ganancias de Fernando I de los dos años anteriores se perdieron. El 27 de septiembre, Suleiman llegó a Viena.

## Consecuencias
La llegada del sultán a Europa Central causó mucho pánico en toda Europa - Martín Lutero, que había creído que los turcos eran un castigo de Dios contra los pecados de los cristianos modificó sus puntos de vista y escribió el libro de la guerra con los turcos en 1529 instando a que "el azote de Dios" debía ser combatido con gran vigor. Sin embargo, cuando Suleiman comenzó a sitiar Viena este resultaría ser su primer y más decisivo error.
- Datos: Q4207617